# Geranium yemense
Geranium yemense là một loài thực vật có hoa trong họ Mỏ hạc. Loài này được Deflers mô tả khoa học đầu tiên năm 1889.